# Formiguer cantaire pitgroc
El formiguer cantaire pitgroc (Hypocnemis subflava) és una espècie d'ocell de la família dels tamnofílids (Thamnophilidae).

## Hàbitat i distribució
Habita el sotabosc de la selva pluvial del centre i sud-est del Perú i nord de Bolívia.